# Toron (textile)
Pour les articles homonymes, voir Toron.

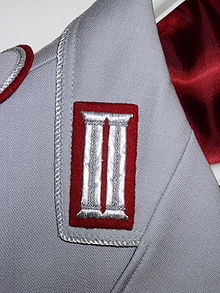
Litze de type double d'officier d'artillerie de la Bundeswehr.

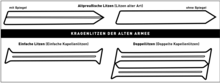
Toron simple (à gauche) et toron double (à droite).

Dans la technique textile, on entend par toron (en allemand : Litze) un tissage en deux dimensions.
Les torons sont aujourd’hui à peine utilisés, car ils coûtent beaucoup plus cher que les rubans ou les cordons tissés. Un toron peut être utilisé pour décorer, border et garnir des vêtements, mais moins pour les renforcer.
Ils sont en outre utilisés comme pattes de col dans les armées allemandes de différentes époques (armée prussienne, Reichswehr, Wehrmacht, Bundeswehr, NVA...).

## Uniformes
Les torons sont particulièrement utilisés comme éléments décoratifs et distinctifs pour les uniformes du XIXe siècle.
Dans l'ancienne armée impériale, le toron était à l’origine réservé aux unités de garde. Pour le centième anniversaire de l'ancien empereur Guillaume Ier, le Kaiser Guillaume II créa le septième régiment des grenadiers de Litzen (en référence à la commune de Litzendorf) se nommant König Wilhelm I. ou bien le 7e régiment de grenadiers). Jusqu’en 1918, d’autres régiments de grenadiers et d’autres sections de troupes ont reçu des torons.
En principe, il y avait trois formes principales de toron dans l’ancienne armée jusqu’à la Reichswehr :
- Torons antiques (avec ou sans miroir)
- Torons simples (torons côtelés simples)
- Doubles torons [4]

Ce n’est qu’à partir de 1921 que la Reichswehr s’est constituée avec des doubles torons.

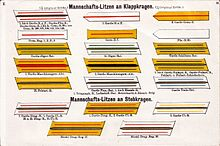
Torons utilisés par l'armée allemande entre 1910 et 1915.

Ainsi, aujourd’hui encore, les corps de l’armée allemande sont signalés par des torons sur un fond en couleur (par exemple, vert pour l'infanterie, bleu foncé pour les services sanitaires ou jaune citron pour les télécommunications).